# علويون (طائفة)

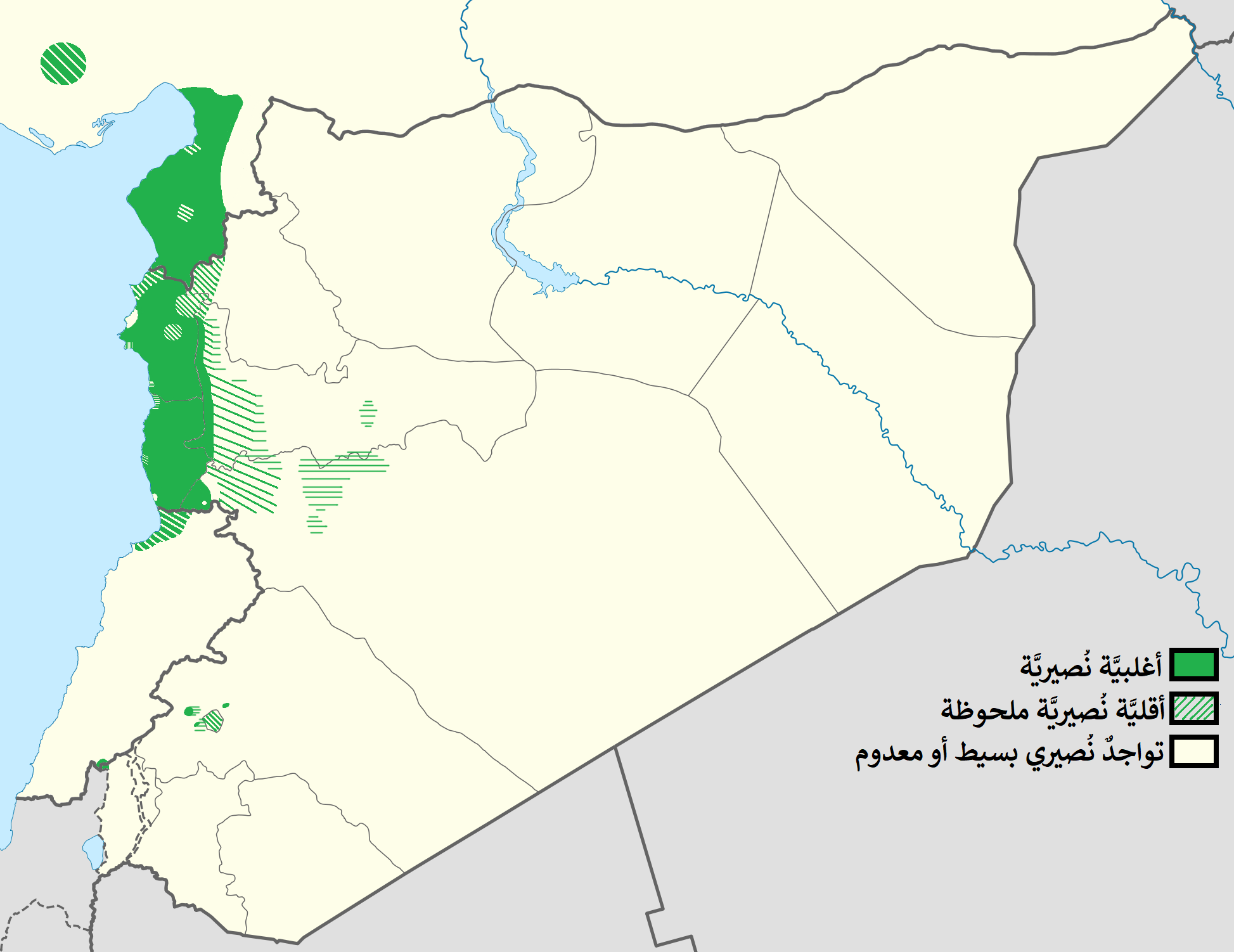
مناطق توزيع العلويين في بلاد الشام

الدويلات السورية في عهد الإنتداب الفرنسي.

العلويون أو النُّصَيريون هي جماعة دينية باطنية أكثر انتشارها في بلاد الشام، وهم فرع من الشيعة المنتمية إلى طوائف الغُلاة التي ظهرت في القرن التاسع. يقدِّس النصيريون علي بن أبي طالب، الإمام الأول في المذهب الاثني عشري، باعتباره تجليًا للجوهر الإلهي. أسَّس الطائفةَ في القرن التاسع (الثالث الهجري) محمدُ بن نصير البصري النميري الذي كان تلميذًا للإمامين العاشر (علي الهادي) والحادي عشر (الحسن العسكري) من الاثني عشرية، ولهذا عُرف أتباع الجماعة باسم النصيريين قبل أن يُطلَق عليهم اسمُ العلويين في عهد الانتداب الفرنسي على سوريا.
ينتشر النُّصَيريون انتشارًا رئيسًا في سوريا، كما ينتشرون في جنوبي تركيا، ولا سيَّما في محافظة حطاي (لواء إسكندرون سابقًا) وفي شمالي لبنان. إضافةً إلى ذلك، توجد مجموعة علوية في قرية غجر في مرتفعات الجَوْلان المحتلَّة. وأكثرُ انتشارهم في الساحل السوري والمدن القريبة منه، حيث يتعايشون إلى حدٍّ كبير مع السنَّة والمسيحيين والإسماعيليين. وغالبًا ما يقع الخلطُ بينهم وبين العلويين الأتراك، على الرغم من الاختلافات الجوهرية بين الطائفتين.
يؤمن العلويون بتفسيرات باطنية للقرآن، تختلف عن المذهب الشيعي التقليدي، وتتقاطع مع تعاليم طوائف الغُلاة الأخرى. تتميَّز ممارساتهم الدينية بطابع رمزي، حيث يؤمنون بالتناسخ ويرَون في علي بن أبي طالب تجليًا إلهيًّا. ويرتكز إيمانهم إلى مفهوم الثالوث الإلهي، الذي يتكَّون من (المعنى، والاسم، والباب)، ويعتقدون أن هذا الثالوث تجسَّد سبع مرَّات عبر التاريخ، وكان آخرها في شخصيات علي بن أبي طالب والنبيِّ محمد وسلمان الفارسي. ويعُدُّون عبد الرحمن بن ملجم قاتلَ علي بن أبي طالب ملعونًا ظاهرًا ممدوحًا باطنًا ويترضَّون عليه لأنه في اعتقادهم مخلِّص اللاهوت (الجوهر الإلهي) من الناسوت (الجوهر البشري)، وهم يتشابهون في هذه العقيدة مع المسيحية في فكرة الثالوث ويهوذا الذي سلَّم المسيح للقتل، وثنائية طبيعة المسيح.
لطالما كانت المعتقدات النصيرية محاطة بالسرِّية، ممَّا أدَّى إلى انتشار الشائعات والتفسيرات المتباينة بشأنها. وبرغم قلَّة المصادر الدقيقة عن عقيدتهم، شهدت الأبحاثُ الغربية عن الدين النصيري تطوُّرًا ملحوظًا منذ بداية القرن الحادي والعشرين.
كان الانتداب الفرنسي على سوريا عام 1920 نقطةَ تحوُّل في تاريخ النصيريين، إذ قامت الإدارة الفرنسية بتسميتهم رسميًّا بـ"العلويين" بدلًا من "النصيريين" لدمجهم ضمن الطائفة الشيعية. وجنَّد الفرنسيون العديد من أبناء الأقلِّيات في جيشهم، وأسَّسوا دولة علوية مستقلَّة لمدَّة قصيرة قبل دمجها في سوريا.
ازداد أثرُ النصيريين العلويين في الحياة السياسية والعسكرية، بعد انقلاب ابن طائفتهم حافظ الأسد عام 1970، فهيمنوا على جزء رئيس من السُّلطة الحاكمة، وتولَّوا أرفعَ المناصب العسكرية والأمنية. ومع اندلاع الثورة السورية عام 2011، تصاعدت الاضطرابات الطائفية، ممَّا أدَّى إلى تورُّط العلويين في الصراع السياسي والعسكري الذي تحوَّل لاحقًا إلى حرب أهلية واسعة النطاق.

## الاختلاف مع بقية الشيعة
بعد وفاة الإمام حسن العسكري يعتقد الشيعة أن ابنه محمد بن حسن المهدي قد غاب «غيبة صغرى»، حيث أنه رغم احتجابه عن عامة الناس إلاّ أنه كان يستطيع الإجابة عن المسائل الفقهية التي كانت ترسل إليه عبر وسطاء محددين، وهم ماسماهم الناس «السفراء»، وهم أربعة أشخاص.
إلاّ أن مجموعة أخرى من الشيعة كان لها اعتقاد آخر، حيث لم تؤمن هذه الجماعة بهؤلاء السفراء وإنما آمنت أن محمد بن نصير النميري هو «باب» الحسن العسكري وإبنه محمد المهدي، مثلما كان علي باب الرسول محمد استنادا إلى الحديث «أنا مدينة العلم وعلي بابها». إذن اعتبرت هذه الجماعة محمد بن نصير اقرب الاشخاص إلى الحسن العسكري والمهدي وأكثر الناس معرفة بعقائدهم ودينهم وأحاديثهم. فسماهم الناس «النصيرية» نسبةً إلى محمد بن نصير. ويسمون أنفسهم بالعلويين.

## أدلة التشريع

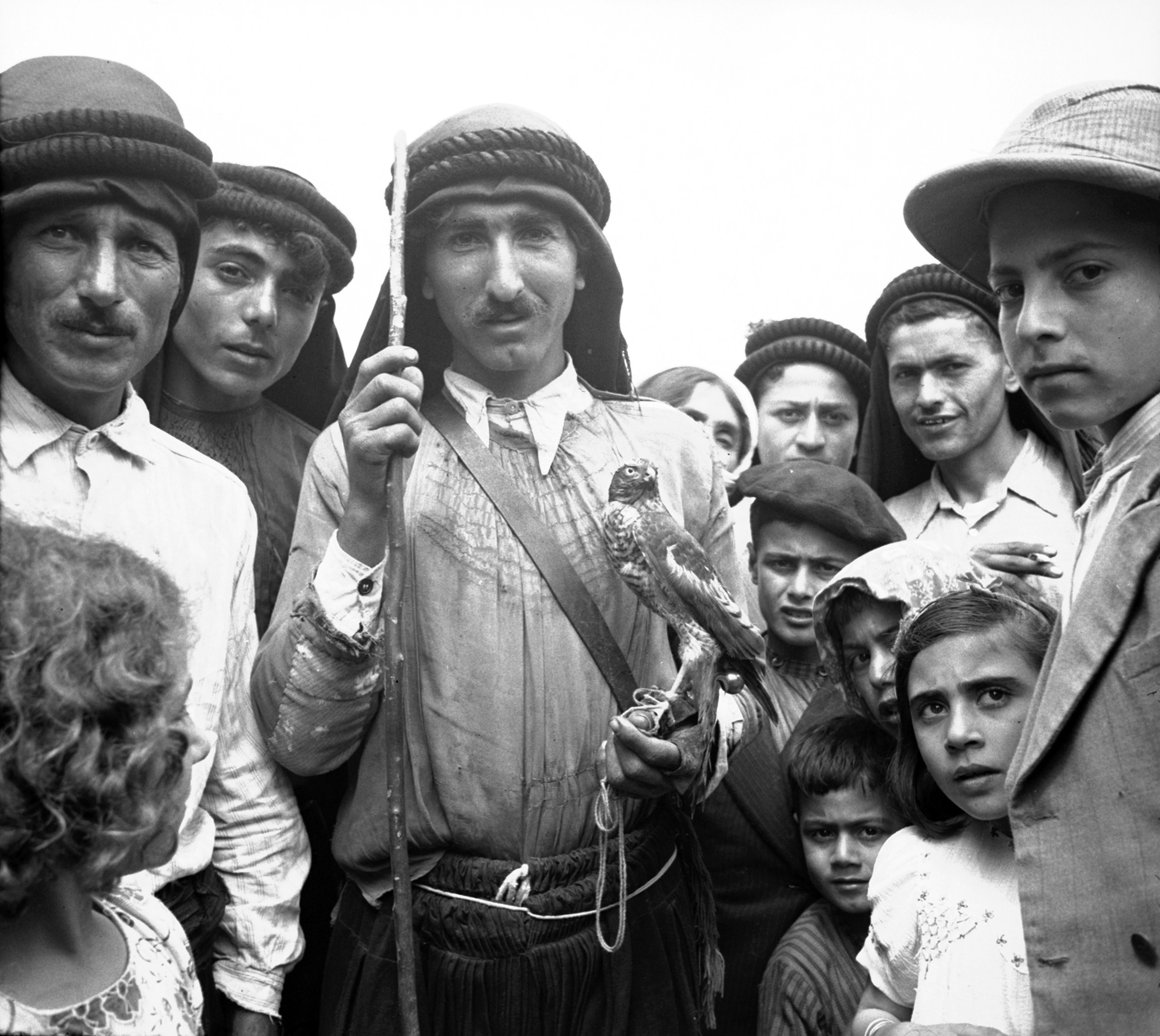
صقار علوي بعدسة فرانك هيرلي في بانياس، سوريا خلال الحرب العالمية الثانية

العلوية هي طريقة وليست مذهبًا، لأنها تعتبر أن الدين الإسلامي هو دينها الوحيد وطريقتها في فهم الإسلام عرفانية نابعة عن منهج علي بن أبي طالب في فهم الإسلام وأصول الطريقة النصيرية العرفانية تعتمد على أربع أركان رئيسية وهي:
1. القرآن
2. الأحاديث النبوية والسنة
3. الإجماع
4. العقل

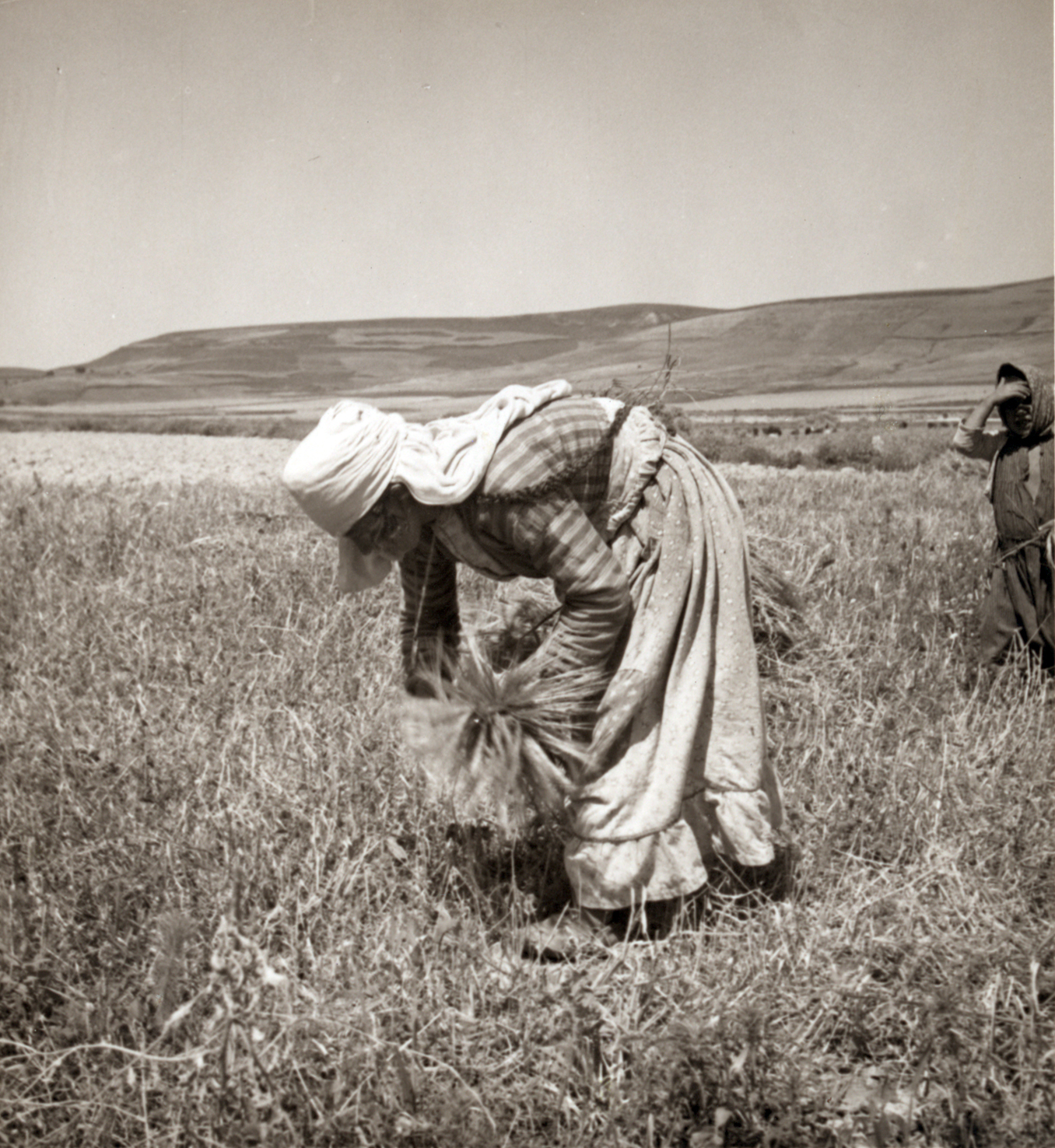
امرأة علوية تحصد عام 1938.

تعود التسمية بكلمة نصيري إلى محمد بن نصير البكري النميري الذي كان من معاصري الحسن العسكري. تعتقد النصيرية بأن أبي شعيب (لقبه الحسن العسكري بأبي شعيب) هو الباب الشرعي للإمام الحسن العسكري ولكن الشيعة المقصرة أو الجعفرية يرفضون ما يقوله الشيعة النصيرية ببابية السيد أبي شعيب بل يعتبرون أن سفير الإمام كان أبو جعفر السمان وهو المسؤول المالي لدى العسكري لذلك انتقد الشيعة النصيرية الشيعة الجعفرية بعدم تمييزهم بين المرجع العلمي والديني أي الباب الشرعي وهو السيد أبي شعيب محمد بن نصير وبين القائم بالإعمال المالية وهو أبو جعفر العمري البغدادي السمان.

## التاريخ

### الأمر حتى وفاة الحسن العسكري
البداية الحقيقية للعقيدة العلوية هو بداية التشيع كما يراها العلويون أنفسهم، وهي عندهم استمرار للإسلام المحمدي عبر الأوصياء الشرعيين للنبي وهم الأئمة الإثنا عشر حيث كان أوائل من أطلق عليهم الشيعة هم أصحاب علي ومن يواليه هم شيعته واستمر التشيع في من يحملون عقيدة الايمان بإمامة الأئمة الإثنا عشر والتي يروون انها كانت بنص واضح عن الرسول وهي مستمرة حتى وقتنا الحالي
ويعزى الانقسام بين العلويين والشيعة الإثني عشرية ما بعد زمن (الإمام الحسن الآخر العسكري) حيث يؤمن النصيرية ببابية محمد بن نصير في فترة الغيبة الصغرى.

## محمد بن نصير
هو أبو شعيب محمد بن نصير بن بكر العبدي النميري التميمي البصري وكانت كتب الإمام الحجة ودلائله وتوقيعاته تخرج على يد أبي شعيب محمد بن نصير بن بكر النميري البصري وبالرد على هؤلاء الذين تكلموا عن هذه الشخصية الإسلامية الخطيرة والذين حملوا وزر اتهام خاصة الأئمة وأبوابهم وادّعوا لهم نوابًا لم يسمع أحد بهم أن يرجعوا إلى الله وأهل العصمة وإلى المكتبة العظيمة التي خطها أتباع محمد بن نصير والتي لولاها لضاعت معالم وعلوم الشيعة وإلى جهادهم في سبيل الحفاظ على الخط الإمامي الأصيل وبالعودة إلى الحديث الوارد عن أبي الحسن صاحب العسكر: عن علي بن حسان قال: جعلت فداك عمن أخذ معالم ديني فقد كثرت المقالات فقال العسكري: خذها ممن يرميه المسلمون بالرفض وترميه المقصرة من الشيعة بالغلو وهو عند المرتفعة محسود فاطلبه فأنك تجد عنده ما تريد من معالم دينك فلم أجد هذه الصفة في غير أبي شعيب محمد بن نصير فتبعته فوجدت عنده كل ما أردته.
فهذه حجة الغلو على محمد بن نصير التي يتناقلها المقصرة من الشيعة هي دليل شرعي على بابية محمد بن نصير بدليل قول العسكري منه السلام.
- خلفه على رئاسة الطائفة محمد بن جندب ثم أبو محمد عبد الله بن محمد الجنان الجنبلاني 235 _ 287 ه‍ من جنبلا بفارس، وكنيته العابد والزاهد
- الحسين بن حمدان الخصيبي: المولود سنة 260 ه‍ من أسرة كريمة عريقة في التشيع والإمامة وفدت من منطقة الجزيرة العليا(ديار ربيعة) إلى الكوفة ومنها انتشرت في محيطها حيث استقر جده خصيب بن أحمد الخصيبي الحمداني التغلبي في بلدة جنبلاء الواقعة بين واسط والكوفة كي يكون قريبا في المشاهد المقدسة في الغري والحائر وفيها تعرف على السيد أبي محمد بن جنان الجنبلائي.

وكان من تلامذه الحسين بن حمدان الخصيبي سيف الدولة الحمداني وابن عمه أبي فراس الحمداني وتجدر الإشارة أنه لا قرابة بين أبي عبد الله بن حمدان والأسرة الحمدانية في حلب مؤسسة الدولة الحمدانية لكن كان على درجة مرموقة عندهم.
- وقد توفي في حلب وقبره معروف بها وله عده مؤلفات بعضها موجود ومطبوع وضاع بعضها الآخر.
- انتقل مركز حلب إلى اللاذقية وصار رئيسه أبو سعد الميمون سرور بن القاسم الطبراني 358 _ 427 ه‍.
- ثم كان للعلويون مركزان احدهم في بغداد والاخر في اللاذقية، اما مركز بغداد فقد انتهى مع دخول المغول إلى بغداد، واستمر مركز اللاذقية.

ويعدّ سرور بن قاسم الطبراني من أعلام العلوية، إذ قام بالانتقال إلى مدينة اللاذقية السورية. وبالرغم من أقلّية العلوية في سوريا، إلا أنها تتمتع بنفوذ واسع.
وفي عام 1097 إبان الحملة الصليبية، قاتل الصليبيون العلويين في بادئ الامر. وفي عام 1120، هزم الإسماعيليون والأكراد العلويين. وبمرور 3 سنوات على الهزيمة، تمكنوا من هزيمة الأكراد.

## عقيدة

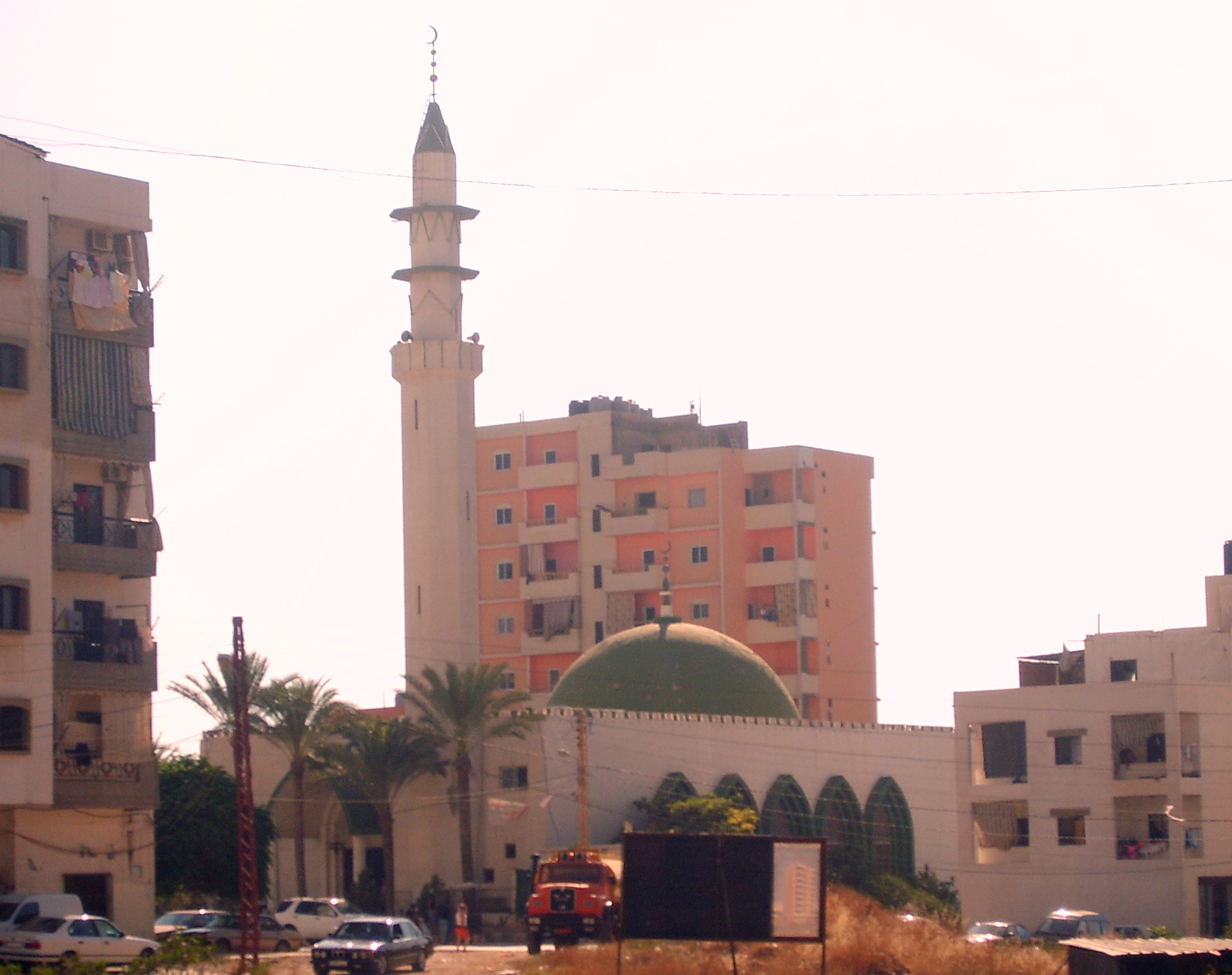
مسجد علي للطائفة العلوية في جبل محسن في لبنان

يصف العلويون أنفسهم بأنهم امتداد للشيعة وقد صدرت فتاوٍ من الأزهر الشريف وعلماء الشيعة بكون العلويين طائفة إسلامية يحرم تكفيرها. يتصف المذهب عموما بالغموض لذا لا توجد جمعية تعمل على نشر المذهب والتبشير به. يقوم مجموعة من الرجال على حفظ الأدبيات العلوية ويظن أغلب الناس بأنها ممنوعة من التداول، وهي اقرب إلى الباطنية اذ كشفها أحد اتباعهم في القرن التاسع عشر وهو سليمان الاذني في كتابه الباكورة السليمانية في كشف اسرار الديانة النصيرية[بحاجة لمصدر].

### الاختلاف مع السنة

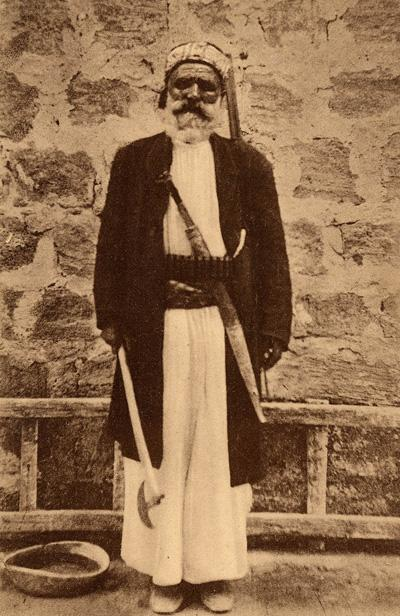
رجل علوي في اللاذقية، أوائل القرن العشرين

يرى العلويون أن الخلافة بعد الرسول يجب أن تكون للإمام علي بن أبي طالب، وذلك وفق القرآن كما يعتقدون، ووفق الأحاديث الذين يعتقدون بها ويجدون لها مخرجا من صحاح السنة والشيعة على حد سواء. بينما يرى المسلمون السنة أن الرسول أمر أبا بكر الصديق بالصلاة بالمسلمين في حياته ولم يصل أحد بهذه الأمة في حياة الرسول سوى صاحبه وأبو زوجته أبو بكر فقد قال الرسول لو كنت متخذا خليلا لاتخذت أبا بكر. وأن علي بن أبي طالب كذلك كان خليفة المسلمين الرابع فلم يرشح نفسه قبلها فكان عالم دين ووزير لكل الخلفاء. فالتقديم يكون عند أهل السنة والجماعة بأحفظهم للقرآن وأعلمهم بالحديث والدين وأكبرهم سنًا ومن يجمع المسلمون على تقديمه بعد أن يرشح نفسه ويقبل هو ذلك أولًا.

### الاختلاف مع الشيعة الإمامية
يتفق العلويون مع الشيعة عامة بالرواية التاريخية لمرحلة الرسول وما بعد الرسول ولكنهم يختلفون بالنظريات الدينية والتفاسير القرآنية وتقديسهم لعلي بن أبي طالب، ويزعمون أنهم يعرفون النصف الآخر من الحقيقة الظاهرة بالتواتر عن الأئمة المعصومين.. أكثر مايركز عليه العلويون هو اهتمامهم بالعقل، حيث يرمزون بالعقل للرسول.
يصف العلويون أنفسهم بأنهم امتداد للإمامية الإثناعشرية إلا أن أفراد بعض الفرق الأخرى يكفرونهم لتقديسهم علي بن أبي طالب مع الرسول محمد. ولقلة الأدبيات العلوية، تبقى العلوية من المعتقدات المبهمة لحرص الطائفة على بقاء مطبوعات الطائفة ضمن نطاق ضيق من التداول.
يتصف المذهب العلوي عموما بالغموض وبالسرية، فعلى عكس مذاهب أخرى تسعى لجذب الأفراد وحثهم على التحول إليها، نجد المذهب العلوي يرتبط بمنطقة جبال العلويين جغرافية محددة على الساحل السوري ولا توجد مؤسسة رسمية تعمل على نشر المذهب والتبشير به. يقوم مجموعة من الرجال على حفظ الأدبيات العلوية ومنعها من التداول بين غير العلويين.

## العشائر العلوية
العشائر الرئيسة يرجعون في نسبهم إلى فرعين رئيسيين هما:

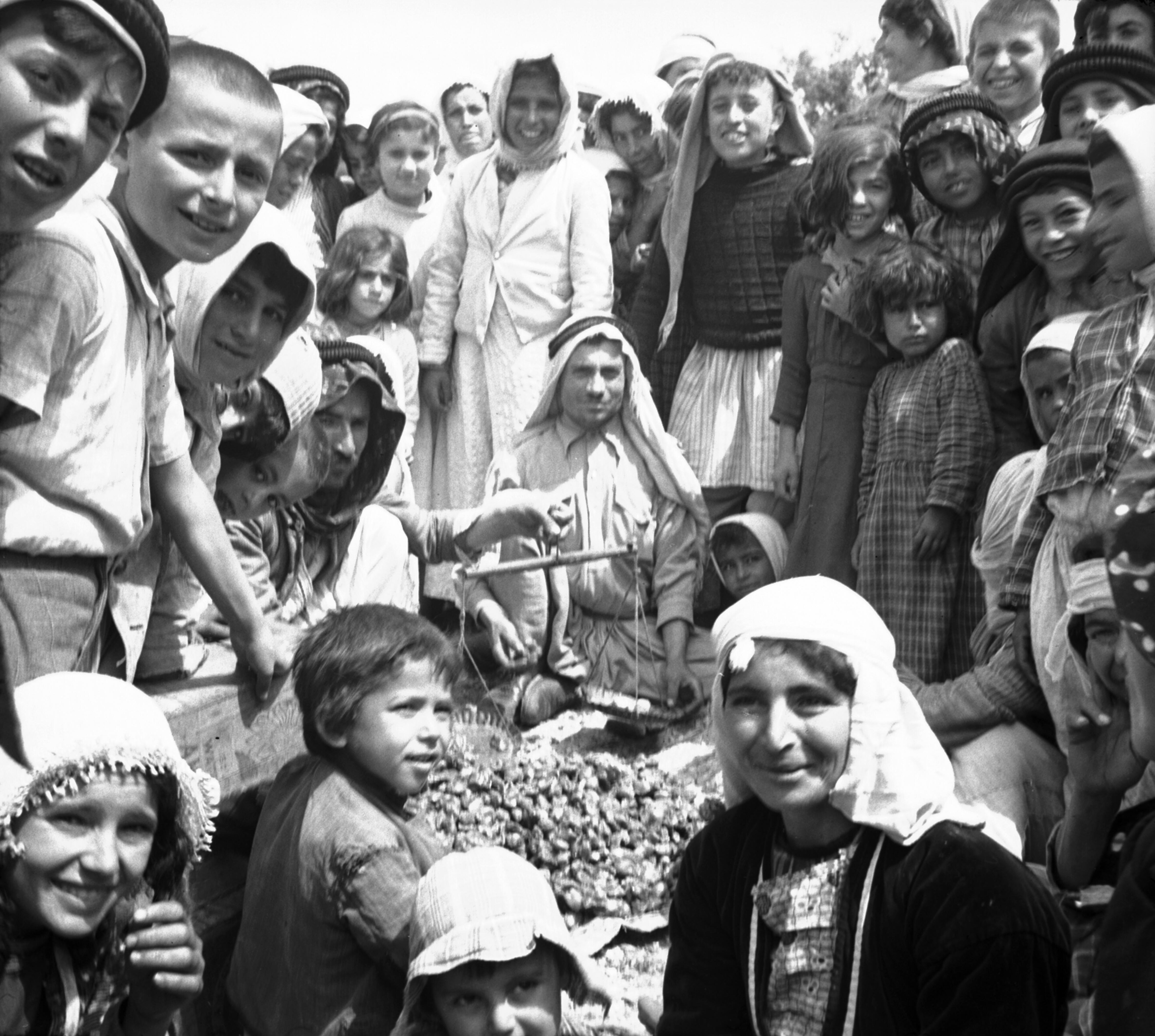
العلويون يحتفلون في مهرجان في بانياس، سوريا خلال الحرب العالمية الثانية.

1. فرع القبائل الشاميّة والعراقية من غسّان وبهرا وتنوخ. الذين اعتنقوا المذهب الشيعي في وقت مبكر ثم انحرفوا عن التشيع إلى ما يسمى حاليا بالنصيرية. بعض قبائلهم كالمحارزة يدّعون أنّهم هاشميون، وبعضهم ازداد عددهم بهجرة قبائل طيء (نهاية القرن الثالث الهجري) وغسّان الذين دفعتهم الحروب الصليبية ومعهم الأمير حسن بن المكزون (ت 638 هـ) من جبل سنجار في العراق إلى منطقة الشام في المنطقة الممتدة من طبرية وجبل عامل حتى حلب.
كلمة العشيرة تعني التكوين الاجتماعي أو العشائري، فهم ينقسمون بذلك إلى عشائر كثيرة، وكانت في الغالب كل عشيرة تحمل اسم جدها فمثلا:
- النواصرة ينتسبون إلى جدهم ناصر.
- الجهنية وينتسبون إلى جدهم الأمير أبو الخطار الجهني.
- الرسالنة وينتسبون إلى جدهم رسلان.
- الياشوطية جدهم ياشوط بن علي
- الخياطية وينتسبون إلى جدهم علي الخياط الذي قام هو والشيخ محمد البانياسي بالاتصال بالأمير حسن المكزون، ومن المحتمل أن يكون الدكتور مصطفى الشكعة قد أخطأ لأننا لم نسمع أبدًا بعشيرة تدعى الياشوطية با الرغم من وجود قرية تدعى بيت ياشوط ولدى قراءة كتاب الشكعة نلاحظ بسرعة افتقاره إلى العلمية التي حاول كثيرًا أن يقول أنه يتبناها.

2. الحيدرية الغيبية وهم علويو شمال نهر الكبير الشمالي، حاليا في منطقة بسنادا وما حولها. ومن الضياع والعائلات العلوية المشهورة في المنطقة آل ماشي، آل غانم، آل كحيلة، آل حلوم، آل حاتم، آل غزال وآل معّلا، ومن أشهر مشايخ الطائفة الحيدرية إبراهيم حلوم، دفن في مقام الخضر بقرية جناتا، كامل حاتم وفضل غزال.

## أقسام الدين عند العلويين
للمذهب العلوي أقسام وأسباب، وتندرج تلك الأقسام تحت مِظلَّة الولاية على الخصوص.. إذ فروع الدين وأصوله عند المسلمين عامَّةً معروفة مألوفة ولكن عند العلويين يوجد أصل (الولاية) وذلك الأصل هو الذي يميِّزُهم عن غيرهم؛ إذ يعتقدون بالولاية أي الائتمام بأولي الأمر وهم أئمَّة أهل البيت والرسول صلى الله عليه وسلم.
- وذلك قولُهُ: {إِنِّي جَاعِلُكَ لِلنَّاسِ إِمَامًا} (البقرة 124).
- وقولُهُ: {يَوْمَ نَدْعُو كُلَّ أُنَاسٍ بِإِمَامِهِمْ} (الإسراء 71).
- وقوله: {وَجَعَلْنَاهُمْ أَئِمَّةً يَهْدُونَ بِأَمْرِنَا} (الأنبياء 73).
- وقولهُ: {وَنَجْعَلَهُمْ أَئِمَّةً وَنَجْعَلَهُمُ الْوَارِثِينَ} (القصص 5).
- وقولُهُ: {وَكُلَّ شَيْءٍ أَحْصَيْنَاهُ فِي إِمَامٍ مُّبِينٍ} (يس 12).
- وأيضًا أقوال الرسول عن علي ناصًّا إليهِ بالأمر حسب المنظور العلوي بعدهُ ومنها: (إنّهُ أخي ووزيري وخليفتي من بعدي ووارثي فاسمعوا لهُ وأطيعوه).
- وقولهُ في خطبة غدير خُمّ: (من كنتُ مولاهُ فعليٌّ مولاه، اللهمَّ والِ مَن والاه وعادِ مَن عاداه، وانصُرْ من نصَره واخذُل من خَذَله).

وقولهُ: (عليٌّ مني بمنزلة هارون من موسى إلا أنه لا نبيَّ بعدي).

## المعرفة عند العلويين
المعرفة مشتقة من فعل عرف أي أدرك بالعقل وأيّدَ بالقلب، والمعرفة أساس كل دين وأسّ كل بناء.. إذ من دونها لم يكن تطبيق ولا فعل ناتج عن الإيمان.. ولسنا هنا نفرق بين الإيمان والمعرفة ولكن المعرفة قبل الإيمان.. إذ لا يمكن لامرئٍ أن يؤمن ويعتقد بشيءٍ يجهله ولا يعرفه، وهكذا دواليك.. فالمعرفة نبض الإيمان وجوهره..
علي في بعض خطبه (أولُ الدين معرفته)..
المعرفة عند العلويين تتجلى بمعرفة الله حق معرفته واتباعه حق اتباعه والتسليم والإذعان له متبعين قوله تعالى: (وما خلقتُ الجنَّ والإنسَ إلا ليعبدونِ) ولا يمكن للمرء كما اوضحنا سابقًا أن يعبد شيء ويدين به إلا بمعرفته.. إذ المعرفة هي المحي بالعبادة والتدين.
وذلك قول علي عندما سئلَ فقيلَ له: بمَ عرفتَ ربّكَ يا أمير المؤمنين؟ فقال: بما عرفني عن نفسه: (شيءٌ لا كالأشياء وجسمٌ لا كالأجسام لا يشبهه شيء ولا يخلو منه شيء وهو السميع البصير الحيّ الداري الذي أحسن كل شيء خلقه لا أقول أنه مشاهد بالعيان بل تشاهده القلوب بحقيقة الإيمان).[بحاجة لمصدر]
ومن هنا نهج المسلمون العلويون المنهج العرفاني أي معرفة الله والإقرار التامّ به وبرسله وكتبه وملائكته وأوليائه. كما يؤمن العلويين بالتقمص ولهم دلالتهم على ذلك من القرآن الكريم وهذه الفكرة تأتي من فلسفة لديهم أن النفس يجب أن تمتحن أكثر من مرة حتى تصفى ومن ثم تحاسب وفق مفهوم يوم الحساب فمثلا الطفل الذي يولد ومن ثم يتوفاه الله بعد عام لا يمكن أن يخضع لحساب لأنه لا يميز فلا بد من أن تنتقل روحه إلى جسد آخر. والتقمص مصدرها قمص أي لبث قميص وكون العلويون المعرفة عندهم أهم الأقوال فهم مؤمنين أن الله عادل بكل شيء ولا يظلم مثقال نقير فإذا خلق إنسانًا أعمى أو مشلولًا، يبقى وفق اعتراف الجميع نفس لكن ما هو مبرر أن يولد على هذا النحو، هم يسألون ومن يقول إن ذلك عقاب لأهله يستغفرون له لإيمانهم أن الله عز وجل لا يعاقب أحد بأعمال غيره وأنه حاشى لله أن تزر وازرة وزر أخرى فلا بد أن هذه النفس كانت في جسد ومات صاحبها وانتقلت إلى جسد مولود حديثا على هذا النحو لتعذب عما فعلت سابقا ويستشهدون بقول السيد المسيح (ولدت قبل أن يولد إبراهيم).[بحاجة لمصدر]

## العلويون في سوريا

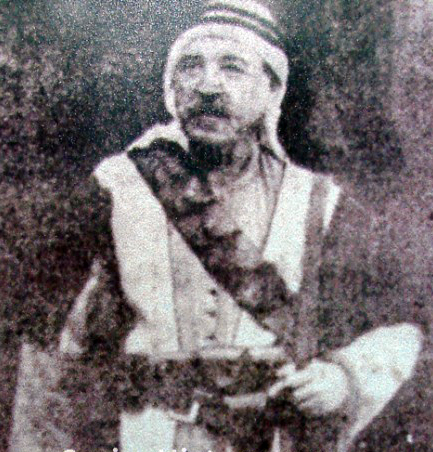
الشيخ صالح العلي

يرى نيقولاوس فان دام أن العلويين يشكلون 11.5% من الشعب السوري.

### لمحة تاريخية
مع بداية الاحتلال الفرنسي لـ سوريا ولبنان، قامت الحكومة الفرنسية بتقسيم سوريا إلى دويلات ذات حكم ذاتي، ربما بهدف إضعاف البلاد وتسهيل قمع حركات التمرد، فمنح الفرنسيون حكمًا ذاتيًا للعلويين.

علم الحكم الذاتي العلوي في العهد الفرنسي، عام 1925.

وقبيل الاستقلال، انقسم وجهاء الطائفة بين مؤيد للوحدة مع سوريا الداخلية، وبين معارض لها سُمّيوا بالإستقلاليين، وبعث بعض وجهاء الطائفة ببرقية للحكومة الفرنسية يطالبونها فيها بعدم الانسحاب من سوريا خوفا من تعرضهم للإضطهاد المسلم السني، كان من أبرز الموقعين عليها سليمان أسد جد الرئيس حافظ الأسد وسليمان المرشد الزعيم الروحي للمرشدية، ومن أبرز من أيّد الوحدة الشيخ صالح العلي ويونس حمدان وأحمد ديب الخيّر وعلي ملحم رسلان ومنير عباس وإسماعيل هواش (والد عزيز بك هواش، وهو استقلالي)، وبالنتيجة تمت الوحدة مع سوريا الداخلية.
- في منتصف الأربعينيات ناشدَ علويون ومنهم سليمان الوحش رئيسَ الحكومة الفرنسية بأن لا يُلحِق «الشعب العلوي» بدولة سوريا المسلمة التي تعتبرهم كفارًا، محذرين من مصير مخيف وفظيع ينتظر العلويين في حالة إرغامهم على ذلك. وذكر العلويون حالة اليهود الطيبين (وفقًا لقولهم) الذين يُذبحون مع أطفالهم في فلسطين (بحسب وصفهم)، كأقوى دليل على أهمية القضية الدينية عند العرب المسلمين لكل من لا ينتمي إلى الإسلام.[34]
- في عام 1970 تولى حافظ الأسد السلطة في سوريا بعد قيامه بما يُسمى انقلاب 1970، وأجرى فيما بعد استفتاء شكلي تولى على أثره الرئاسة في سوريا.

## حواشٍ
- ^ أ: في سوريا يتركَّز العلويون بشكلٍ رئيسي في جبال العلويين وفي المُدُن الكُبرى الأُخرى كَالعاصمة دمشق وحلب.

- ^ ب: في تُركيا يتواجد العلويون بشكل رئيس في جنوب الدولة التُركيَّة لاسيما في محافظة هاتاي ومرسين وأضنة وفي أسطنبول والمُدُن الكبيرة الأخرى، علمًا أن هذه الإحصائية لم تشمل العلويَّة الأناضوليَّة إنَّما تضمَّنت العلويَّة النُصيريَّة لا غير.

## روابط خارجية
- «المكتبة الإسلامية العلوية»
- «موقع الدكتور أسعد علي»
- «موقع الاتحاد العلوي التركي»
- العلويون والشيعة في سورية تأليف مارتين كرامر
- Islamic Eduction in Syria by Joshua Landis
- The Alawi Capture of Power in Syria مقالة من تأليف دانييل بايبز
- Nosairi
- Dogma and Ritual In Kitàb Al-Ma'àrif by the Nusayrì Theologian Ab ù Sa'ìd Maymùn B. Al-Qà Sim Al-Tabarànì  a.pdf
- Ibn Taymiyya's Fatwa against the Nosairi A.pdf file
- Nusayri